# Ni slova o futbole
Ni slova o futbole (Ни слова о футболе) è un film del 1974 diretto da Isaak Semёnovič Magiton.

## Trama
Slavik, 14 anni, calciatore di talento, temporale e orgoglio della squadra della scuola, per giocare nella squadra dei bambini della città ed essere il suo capitano, fa un piccolo trucco e finge di essere un 13enne. Dopo la partita vittoriosa, la sorella minore di Slavik si vergogna di suo fratello e manda la coppa alla squadra perdente.